# Return of The Girl
Return of The Girl es el tercer EP del grupo femenino surcoreano Everglow. El álbum fue lanzado el 1 de diciembre de 2021 por Yuehua Entertainment y distribuido por Stone Music Entertainment, junto con su sencillo principal titulado «Pirate».

## Antecedentes y lanzamiento
El 14 de noviembre de 2021, las cuentas sociales oficiales de Everglow anunciaron oficialmente que regresarían el siguiente mes con su tercer miniálbum titulado Return of The Girl, publicando además un póster de “Coming Soon” como su primer teaser para el miniálbum, que tendría fecha de lanzamiento el 1 de diciembre de 2021.
El 16 de noviembre, el grupo publicó la calendarización de los eventos relacionados con su próximo lanzamiento, confirmando la fecha de lanzamiento de su nuevo sencillo.
El 17, 18 y 19 de noviembre fueron lanzados póster conceptuales individuales y grupales del diseño del nuevo lanzamiento, mientras que el 22 de noviembre fue publicada la lista de canciones, confirmando que el miniálbum contendría cinco canciones, incluyendo una pista principal cuyo título es «Pirate», que será lanzado junto con el EP.

## Lista de canciones
| CD/Descarga digital |                 |                                                       |                                                    |                         |          |  |
| N.º                 | Título          | Letras                                                | Música                                             | Arreglos                | Duración |  |
| 1.                  | «Back Together» | Yoo Ga-young, Lee Bo-ram, Kang Eun-jeong, 72          | Tobias Näslund, Sanna Martinez, Maria Marcus, 72   | Tobias Näslund          | 3:59     |  |
| 2.                  | «Pirate»        | Hong I Reum (makeumine works), 72                     | Olof Lindskog, Gavin Jones, Hayley Aitken, 72      | OLLIPOP                 | 3:30     |  |
| 3.                  | «Don't Speak»   | Lee Seu-ran, Lee Bo-ram, 72                           | Olof Lindskog, Hayley Aitken, Ludwig Lindell, 72   | OLLIPOP, Ludwig Lindell | 3:27     |  |
| 4.                  | «Nighty Night»  | Hong I Reum (makeumine works), Luke (makeumine works) | Olof Lindskog, Louise Frick Sveen, Gavin Jones, 72 | OLLIPOP                 | 2:42     |  |
| 5.                  | «Company»       | Park Hwi-ah, 72                                       | Tobias Näslund, Christian Fast, Maria Marcus       | Tobias Näslund          | 2:57     |  |
| 16:37               |                 |                                                       |                                                    |                         |          |  |

## Historial de lanzamiento
| País          | Fecha                  | Formato                    | Sello                             |
| ------------- | ---------------------- | -------------------------- | --------------------------------- |
| Varios        | 1 de diciembre de 2021 | Descarga digital streaming | Yuehua Entertainment, Stone Music |
| Corea del Sur | 1 de diciembre de 2021 | CD                         | Yuehua Entertainment, Stone Music |